# Église Saint-Étienne de Chambon-sur-Lac
L'église Saint-Etienne est une église catholique située à Chambon-sur-Lac, en France.

## Localisation
L'église est située dans le département français du Puy-de-Dôme, sur la commune de Chambon-sur-Lac.

## Historique
L'édifice est inscrit au titre des monuments historiques en 1925.